# Dwayn Holter
Dwayn Holter (15 giugno 1995) è un calciatore lussemburghese, centrocampista del Mondorf.

## Carriera

### Club
Ha giocato nella massima serie del campionato lussemburghese con l'Union Luxembourg.

### Nazionale
Ha esordito con la Nazionale lussemburghese nell'amichevole Belgio-Lussemburgo (5-1) disputata il 26 maggio 2014.